# Alloeocysta
Alloeocysta is een geslacht van wantsen uit de familie van de Tingidae (Netwantsen). Het geslacht werd voor het eerst wetenschappelijk beschreven door Carl John Drake in 1961.

## Soorten
Het genus bevat de volgende soort:

- Alloeocysta approba Drake, 1961